# Диллон, Эдвард
Эдвард Диллон (англ. Edward Dillon; 1 января 1879 — 11 июля 1933) — американский актёр, режиссёр и сценарист эпохи немого кино. С 1905 по 1932 год снялся в 327 фильмах, в период с 1913 по 1926 был режиссёром 134 фильмов.
Эдвард Лиллон родился в Нью-Йорке, Нью-Йорк и умер в Голливуде, штат Калифорния от сердечного приступа, в возрасте 54 лет. Он был братом актера Джона Диллона.

## Избранная фильмография
- 1908 — Много лет спустя
- 1908 — Борьба за свободу
- 1909 — Клуб самоубийц
- 1909 — Спекуляция пшеницей / A Corner in Wheat
- 1911 — Телеграфистка из Лоундэйла
- 1911 — Три сестры
- 1912 — Слепая любовь
- 1913 — Юдифь из Бетулии
- 1929 — Бродвейская мелодия